# Roger Marigot
Pour les articles homonymes, voir Marigot.
Roger Marigot, né le 15 novembre 1944 à Béziers et mort le 8 octobre 2022 à Vendres, est un joueur de pétanque français.

## Biographie
Il est droitier.

## Clubs
- ?-? : La Boule Moderne de Béziers (Hérault)
- ?-? : La Boule Émaillée de Béziers (Hérault)
- ?-? : Team Nicollin Montpellier (Hérault)
- ?-? : Pétanque Bagéenne (Pyrénées-Orientales)
- ?-? : ASB Béziers (Hérault)
- ?-? : Joyeuse Pétanque de Lespignan (Hérault)

## Palmarès[3],[4]

### Seniors

#### Championnats du Monde
Finaliste
- Triplette 1990 (avec Roger Marco et Georges Simoes) :  Équipe de France

#### Coupe d'Europe des Clubs
Vainqueur
- 2001, 2002 et 2003 (avec Marie-Christine Virebayre, Joseph Farré, Michel Schatz, Jean-Marc Foyot, David Maraval, Yazid Triaki et Patricia Foyot (coach)) : Team Nicollin Montpellier

#### Championnats de France
Champion de France
- Doublette 1976 (avec Roger Marco) : La Boule Moderne de Béziers

Finaliste
- Triplette 1978 (avec Roger Marco et Maurice Giniès) : La Boule Moderne de Béziers

#### Coupe de France des clubs
Vainqueur
- 2001 (avec Marie-Christine Virebayre, Joseph Farré, Michel Schatz, Jean-Marc- Foyot, David Maraval, Yazid Triaki et Patricia Foyot (coach)) : Team Nicollin Montpellier

#### Millau

##### Mondial de Millau (1993-2002)
Finaliste
- Triplette 1993 (avec Georges Simoes et Christian Pedrero)